# 水库诱发地震
水库诱发地震（英語：reservoir induced earthquake，简称），简称水库地震，是指在原来没有或很少发生地震的地方，由于建设水库，因蓄水而引发的地震。

## 研究历史
世界上最早发现的水库诱发地震是1931年于希腊发生的马拉松水库地震。1929年10月，马拉松水库开始蓄水，在1931年水库首次蓄满时发震。但由于希腊是多地震国家，所以这次水库诱发地震最早并未被引起注意。在7年之后，该水库还发生了2次大于5级的地震。20世纪60年代，由于世界多地发生了6级左右水库诱发地震，这种类型的地震很快引起了学术界的重视。1970年，联合国教科文组织成立了“与大型水库有关地震现象”的工作小组，并在同年12月召开了小组第一次会议。1973年和1975年，英国皇家学会和加拿大分别召开了蓄水地震效应学术会议和国际诱发地震讨论会。其中，后者讨论会的大部分论文于1976年被编辑整合为《工程地质》。1976年，美国地质勘探局出版了水库诱发地震公开报告。同年，H. K. Gupta和B. K. Rastogi联合出版了《大坝与地震（Dams and Earthquakes）》，该书被学术界认为是水库诱发地震研究中最有里程碑意义的著作。

## 原因
虽然水库诱发地震是水库诱发的，但水库中的水只是外因，并不是水库诱发地震发生的直接原因。地壳中存在的可能产生地震的条件才是内因。因此，并非所有水库都会发生水库诱发地震，只有本来就存在活动断裂的地区才有可能在水库的影响下诱发出地震。一般而言，只有水库附近5千米范围内才会发生水库诱发地震，震中多在库底和水库边缘。水库诱发地震的震源深度较浅，一般只有5千米以内，同时以弱震、微震为主。水库诱发地震往往发生在水库蓄水后不长的时期内，一般不超过4年，甚至可以在蓄水后立即发生。值得注意的是，水库诱发地震和水库库容和库深尚未发现有明显的直接关系，只能推测出大多数水库诱发地震发生在大库容的水库附近。有证据表明，水库诱发地震时常伴随着前震活动。另外，当库区淹没区岩溶发育时，水库诱发地震发生的可能性将大大增高。在2000年中国地震学会学术大会上，李安然等人提出水库诱发地震的形成及其活动的时空强特征与水库区的诱发地震组合环境之间可能有一定的相关联系。

## 统计

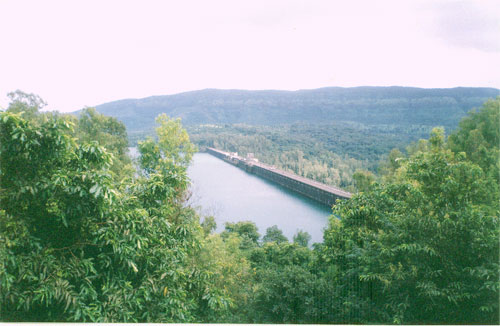
柯伊纳大坝。世界上最大的水库诱发地震（1967年柯伊纳大坝地震）即发生于此。

根据Coates D. R.于1981年的统计，世界上高于10米且小于90米的大坝发生水库诱发地震的有0.63%，高于90米且小于140米的大坝有10%，高于140米的大坝有21%。在1995年召开的世界水库诱发地震讨论会上认为，截至当年全世界共发生了120例水库诱发地震，其中以中国、美国和印度最多，分别为22例、18例和12例。其中，最大的水库诱发地震为发生在印度马哈拉施特拉邦西部的1967年柯伊纳大坝地震，规模为6.3级。